# Wiesenbronn
Wiesenbronn è un comune tedesco di 1128 abitanti, situato nel land della Baviera.